# Cape-Yorkhoningeter
De Cape-Yorkhoningeter (Trichodere cockerelli) is een zangvogel uit de familie Meliphagidae (honingeters). Deze vogel is genoemd naar de Australische verzamelaar James T. Cockerell (1847-1895).

## Verspreiding en leefgebied
Deze soort is endemisch in noordoostelijk Australië.

## Status
De grootte van de populatie is niet gekwantificeerd maar de soort wordt omschreven als vrij algemeen. Op de Rode lijst van de IUCN heeft deze soort de status niet bedreigd.